# Eritema nodoso
Eritema nodoso ou paniculite migratória nodular é uma inflamação das células de gordura subcutâneas (paniculite), que se apresenta em forma de nódulos, sensíveis a dor, do tamanho de uma moeda, normalmente nas pernas e que duram algumas semanas (3 a 6) antes de desaparecer. Pode ser desencadeado por uma infecção, por processo autoimune, por reação alérgica a fármaco ou por um tumor. É a paniculite mais comum, sendo mais frequente entre os 20 e 30 anos e 3 a 6 vezes mais frequente em mulheres.

## Causas
Os eritemas nodosos podem ter uma reação de hipersensibilidade do tipo III (complexos imunes) ou tipo IV como estímulo gatilho. Na maioria dos casos o fator desencadeador não é identificado, o que os tornam idiopáticos. Também pode ser causado por uma resposta exagerada dos neutrófilos ativados que causa estresse oxidativo e inflamação. No entanto, o eritema nodoso pode ser o primeiro sinal de uma doença grave que pode ser identificada e tratada precocemente.
Alguns dos gatilhos mais comuns para eritema nodoso incluem:
- Estreptococose: Um tipo comum de infecção bacteriana. É o gatilho mais comum para eritema nodoso em crianças e também são um gatilho bem comum em adultos. Uma infecção na cabeça é a origem mais habitual.
- Tuberculose: Uma infecção bacteriana que geralmente afeta os pulmões.
- Outras infecções bacterianas: Clamídia, Mycoplasma pneumoniae, Yersinia enterocolitica, Salmonella spp. e Campylobacter spp.
- Alguns medicamentos: por exemplo, reações a alguns antibióticos (penicilinas e sulfonamidas) ou à pílula contraceptiva oral combinada.
- Sarcoidose: Uma inflamação autoimune que gera depósitos celulares nos pulmões e gânglios linfáticos formando granulomas.
- Doença inflamatória intestinal: doenças autoimunes como colite ulcerativa e doença de Crohn.
- Gravidez.
- Alguns tipos de câncer: como linfoma, leucemia e câncer de pâncreas.

## Sinais e sintomas
Os primeiros sinais de eritema nodoso são freqüentemente sintomas de virose como febre, tosse, mal-estar e articulações doloridas. Algumas pessoas também experimentam rigidez ou inchaço nas articulações e perda de peso. Geralmente os inchaços vermelhos e redondos são dolorosos com tamanhos entre 2 a 5cm e aparecem nas panturrilhas, mas podem aparecer também em braços, pélvis e tronco. Os nódulos começam duros, vermelhos e quentes e se tornam mais macios a cada dia até desaparecer. Cada nódulo dura em média duas semanas, mas novos podem aparecer por até seis semanas.
Sintomas oculares, esplenomegalia, hepatomegalia, linfadenopatia e pleurite raramente foram observadas entre os pacientes com eritema nodoso.

## Diagnóstico
Eritema nodoso pode ser diagnosticado clinicamente, com uma boa anamnese. Uma biópsia pode ser tomada e examinada microscopicamente para confirmar um diagnóstico incerto. O exame microscópico geralmente revela um infiltrado de neutrófilos envolvendo capilares que resultam em espessamento septal, com alterações fibróticas na gordura em torno dos vasos sanguíneos. Um achado microscópico característico é granulomas radiais, agregados nodulares bem definidos de histiócitos que cercam uma fenda estrelada.
Uma avaliação adicional deve ser realizada para determinar a causa subjacente do eritema nodoso, afinal pode ser o primeiro sintoma de uma doença autoimune, de tuberculose ou de um câncer. Isso pode incluir um hemograma completo, taxa de sedimentação de eritrócitos (ESR), título de anti-estreptolisina-O (ASO), cultivo das bactérias na garganta, análise de urina, teste de tuberculina intradérmica e uma radiografia de tórax. A ESR é tipicamente alta, a Proteína c-reativa elevada e o sangue mostra um aumento nos glóbulos brancos.

## Epidemiologia
A epidemiologia varia de país pra país. É 4 vezes mais comum em mulheres, por estar associado a transtornos autoimunes. É mais comum em jovens, de 18 a 34 anos. Afetam cerca de 2 em cada 10.000 habitantes.

## Tratamento
O tratamento deve ser voltado contra o gatilho, por exemplo, antibiótico contra a estreptococose. Recomenda-se descanso, elevando as pernas e com compressas de gelo para aliviar a dor nos nódulos. Aspirina e outros AINEs demonstram grande eficácia no tratamento da fase aguda, mas não da crônica. Os casos crônicos podem ser tratados com aplicações de corticosteroide injetável em cada nódulo ou por via oral, depois de descartado causa infecciosa.
O iodeto de potássio por via oral pode desinflamar e reduzir a dor articular, mas seu mecanismo de ação é pouco claro. Colchicina pode ser utilizados em casos refratários severos. O prognóstico é excelente, melhorando mesmo sem tratamento, sem deixar cicatrizes. A forma persistente e complicações são raras.
O tratamento da forma idiopática consiste no uso de anti-inflamatórios não esteroides. Não são recomendados corticoides, devido à natureza benigna do eritema nodoso, como também ao risco de disseminação nos casos de etiologia infecciosa.